# Dietmar Salamon
Dietmar Arno Salamon (né le 7 mars 1953 à Brême) est un mathématicien allemand.

## Formation et carrière
Salamon fait des études de mathématiques à l'Université Gottfried-Wilhelm-Leibniz de Hanovre. En 1982, il obtient son doctorat à l'Université de Brême sous la direction de Diederich Hinrichsen avec une thèse intitulée On control and observation of neutral systems,. Il passe ensuite deux ans en tant que chercheur postdoctoral au Centre de recherche mathématique de l'Université du Wisconsin à Madison, suivi d'un an à l'Institut de recherche mathématique de l'École polytechnique fédérale de Zurich. En 1986, il devient lecturer à l'Université de Warwick, où il est nommé professeur titulaire en 1994. Il est professeur invité à l'Université de Brême (semestre d'été 1988) et à l'Université du Wisconsin à Madison (semestre d'hiver 1991). De 1998 à 2018, il est professeur titulaire de mathématiques à l'EPFZ de Zurich ; il part en retraite en tant que professeur émérite en 2018.

## Recherche
Le domaine de recherche de Salamon est la topologie symplectique et des domaines connexes tels que la géométrie symplectique. La topologie symplectique est un domaine relativement nouveau des mathématiques qui est devenu une branche importante des mathématiques dans les années 1990. Certaines nouvelles techniques importantes sont les courbes pseudoholomorphes de Mikhaïl Gromov, l'homologie de Floer et les invariants de Seiberg-Witten sur des variétés de dimension quatre.

## Prix et distinctions
En 1994, Salamon est conférencier invité au Congrès international des mathématiciens (ICM) à Zurich, avec une communication  intitulée Lagrangian intersections, 3-manifolds with boundary and the Atiyah-Floer conjecture. En 2012, il est élu membre de l'American Mathematical Society. En 2017, il reçoit, avec Dusa McDuff, le prix Leroy P. Steele pour l'exposition mathématique pour leur livre J-holomorphic curves and symplectic topology, dont ils sont les deux coauteurs. Il est membre de l'Academia Europaea depuis 2011.

## Publications (sélection)

### Livres
- Dietmar A. Salamon, Funktionentheorie, Bâle, Birkhäuser, coll. « Grundstudium Mathematik », 2011, viii + 218 (ISBN 978-3-0348-0168-3, zbMATH 1236.30001).
- Dusa McDuff, Dietmar Salamon: J-holomorphic curves and symplectic topology. American Mathematical Society, 2004[5] 2e édition 2012.
- Dusa McDuff et Dietmar Salamon: Introduction to symplectic topology. Oxford University Press, 1998[6].
- Dusa McDuff et Dietmar Salamon, {\displaystyle J}-holomorphic curves and quantum cohomology, American Mathematical Soc., 1994 (ISBN 978-0-8218-0332-5, présentation en ligne)
- Dietmar Salamon, Symplectic geometry, Cambridge University Press, coll. « London Mathematical Society Lecture Notes », 1993 (ISBN 978-1-107-36192-8, 1-107-36192-3 et 1-139-88486-7)

### Articles
- Helmut Hofer et Dietmar Salamon, « Floer homology and Novikov rings », dans The Floer memorial volume, Birkhäuser, coll. « Progr. Math. » (no 133), 1955 (DOI 10.1007/978-3-0348-9217-9_20), p. 483–524 — contient la preuve de la conjecture d'Arnold pour {\displaystyle c_{1}\mid _{\pi _{2}M}=0}.
- Andreas Floer, Helmut Hofer et Dietmar Salamon, « Transversality in elliptic Morse theory for the symplectic action », Duke Math. J., vol. 80, no 1,‎ 1995, p. 251–292.
- Joel Robbin et Dietmar Salamon, « The spectral flow and the Maslov index », Bull. London Math. Soc, vol. 27, no 1,‎ 1995, p. 1–33 (lire en ligne).
- Joel Robbin et Dietmar Salamon, « The Maslov index for paths », Topology, vol. 32, no 4,‎ 1993, p. 827–844 (lire en ligne).
- Stamatis Dostoglou et Dietmar Salamon, « Self-dual instantons and holomorphic curves », Ann. of Math. (2), vol. 139, no 3,‎ 1994, p. 581–640 (DOI 10.2307/2118573).
- Dietmar Salamon et Eduard Zehnder, « Morse theory for periodic solutions of Hamiltonian systems and the Maslov index », Comm. Pure Appl. Math., vol. 45, no 10,‎ 1992, p. 1303–1360 (DOI 10.1002/cpa.3160451004, lire en ligne).
- Dietmar Salamon, « Infinite-dimensional linear systems with unbounded control and observation: a functional analytic approach », Trans. Amer. Math. Soc., vol. 300, no 2,‎ 1987, p. 383–431 (DOI 10.1090/S0002-9947-1987-0876460-7).